# List of Prokaryotic names with Standing in Nomenclature
List of Prokaryotic names with Standing in Nomenclature (LPSN) представляет собой онлайн-базу данных, в которой хранится информация о наименованиях и таксономии прокариот в соответствии с требованиями таксономии и постановлениями Международного кодекса номенклатуры прокариот. База данных курировалась с 1997 г. по июнь 2013 г. Жаном П. Эзеби. (Jean P. Euzéby) С июля 2013 г. по январь 2020 г. LPSN курировал Эйдан С. Парте (Aidan C. Parte).
В феврале 2020 года новая версия LPSN была опубликована в качестве сервиса Института Лейбница DSMZ, тем самым также интегрируя сервис обновления прокариотической номенклатуры.